# Pratt & Whitney Canada
Pratt & Whitney Canada (PWC o P&WC) és una empresa canadenca dedicada al disseny i producció de motors d'aviació. La seva seu és a Longueuil als afores de Mont-real al Quebec. L'empresa és una divisió de la matriu estatunidenca Pratt & Whitney (P&W), la qual al seu torn és propietat de United Technologies. La divisió canadenca està especialitzada en motors per aeronaus de menor mida, mentre que P&W centra el seu desenvolupament i fabricació en motors de reacció per aeronaus més grans.

## Productes
- Pratt & Whitney JT12 - disseny inicial transferit a la matriu Pratt & Whitney dels Estats Units
- Pratt & Whitney Canada JT15D
- Pratt & Whitney Canada PT6A/B/C
- Pratt & Whitney Canada PT6T
- Pratt & Whitney Canada PW100
- Pratt & Whitney Canada PW200
- Pratt & Whitney Canada PW300
- Pratt & Whitney Canada PW500
- Pratt & Whitney Canada PW600
- Pratt & Whitney Canada PW800
- Pratt & Whitney Canada PW900